# Olivier Aubin-Mercier
Olivier Aubin-Mercier, född 23 februari 1989 i Montréal, är en kanadensisk MMA-utövare som sedan 2014 tävlar i organisationen Ultimate Fighting Championship.